# Сивцев, Александр Анатольевич
Александр Анатольевич Сивцев (род. 21 октября 1962, Курск) — советский дзюдоист, чемпион и призёр чемпионатов СССР, мастер спорта СССР международного класса, победитель игр Доброй воли 1986 года, чемпион и призёр чемпионатов Европы в командном зачёте. Заслуженный тренер России.

## Биография
Родился в Курске 21 октября 1962 года. В 12 лет стал заниматься дзюдо в спортивном обществе «Динамо» под руководством Михаила Скрыпова.

## Спортивные результаты
- Чемпионат СССР по дзюдо 1982 года — ;
- Чемпионат СССР по дзюдо 1983 года — ;
- Чемпионат СССР по дзюдо 1985 года — ;
- Чемпионат СССР по дзюдо 1986 года — ;
- Чемпионат СССР по дзюдо 1987 года — ;
- Чемпионат СССР по дзюдо 1990 года — ;
- Победитель Кубка Дзигоро Кано.